# 이념

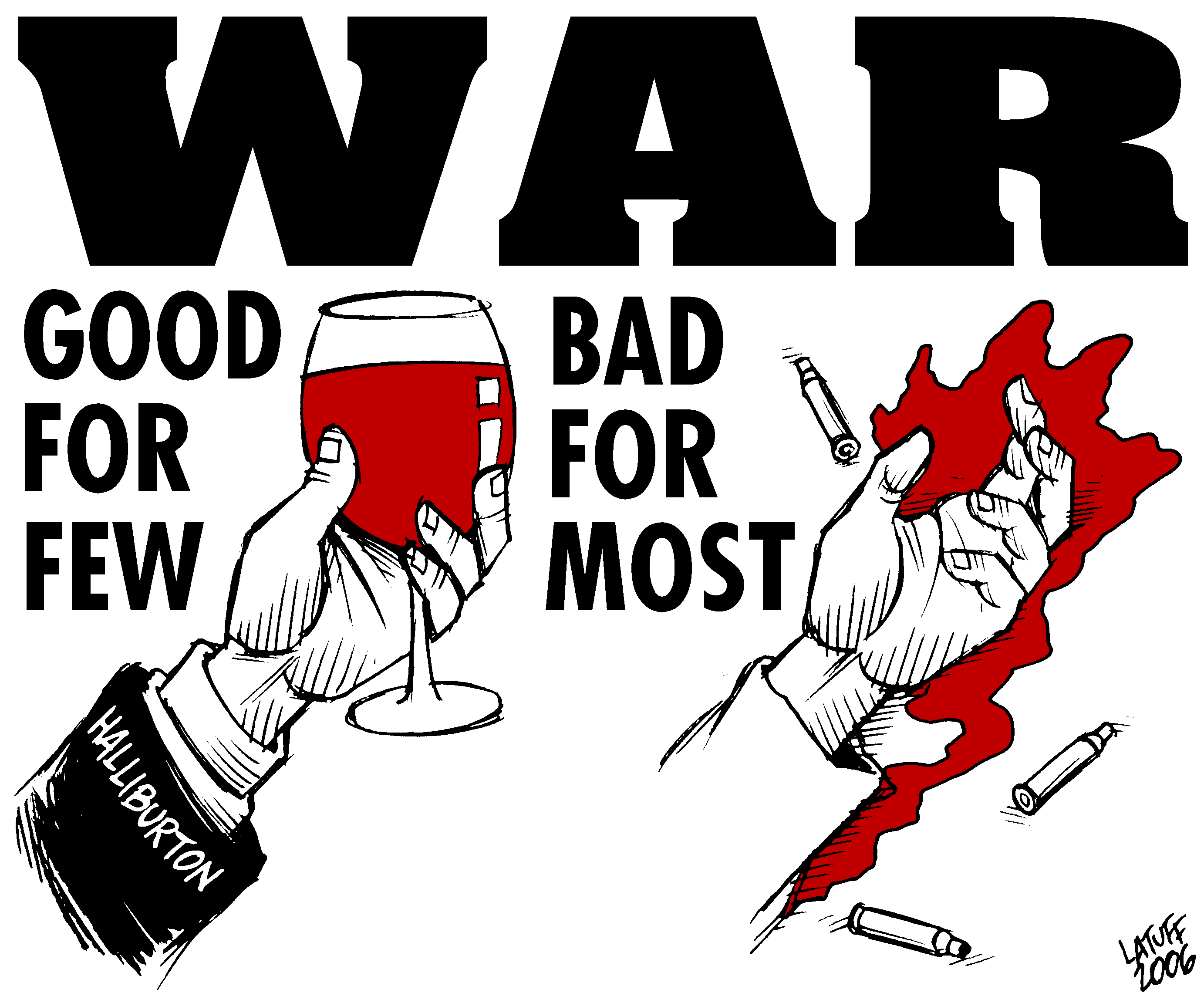

이념(理念, 문화어: 사상체계) 또는 이데올로기(독일어: Ideologie, 영어: ideology)는 일반적으로 사람이 인간 ·자연 ·사회에 대해 규정짓는 현실적이면서 동시에 이념적인 의식의 형태를 가리킨다.
이념의 현대적 의미는 나폴레옹이 자신의 반대자들을 이데롤로그(idéologues), 즉 "관념학파"로 부르면서 탄생하였다. 카를 만하임은 이 용어의 부정적인 의미를 채택하여 그의 작품에 사용하였다.

## 어원 및 역사
이데올로기라는 용어와 그와 관련된 사상 체계는 1796년 공포 통치 기간 동안 수감 중이던 안톤 데스튀트 드 트레시(Antoine Destutt de Tracy)에 의해 만들어졌는데, 수감 중 그는 로크와 콘딜락의 작품을 읽었다. 도덕과 정치 과학의 토대를 형성하기 위해 트레이시는 '관념의 과학'이라는 용어를 다음의 두 가지에 근거해서 고안해냈다.
1. 사람들이 물질 세계와 상호작용하면서 경험하는 감각
2. 그러한 감각으로 인해 그들의 마음속에 형성되는 생각들

그는 개인의 자유, 재산, 자유 시장, 그리고 헌법상의 국가 권력의 한계를 방어하는 자유주의 철학으로서 이데올로기를 생각했다. 그는, 이러한 측면들 중에서, 이데올로기가 가장 일반적인 용어라고 주장한다. 왜냐하면 '관념의 과학'은 표현과 추론에 대한 연구도 포함하고 있기 때문이다. 막시밀리앙 로베스피에르를 전복시킨 쿠데타는 트레이시가 그의 업적을 추구하도록 허락했다.
그 이후의 이데올로기의 근원적 의미의 초기 출처는 앙시앵 레짐(프랑스 혁명 이전의 제도)에 대한 이폴리트 텐의 업적이다. 그는 이데올로기를 소크라테스식 방법을 통해 철학을 가르치는 것과 같다고 설명한다.
나폴레옹 1세는 이데올로기를 학대의 용어로 보게 되었는데, 그는 자주 이 용어를 트레이시 협회의 그의 적들에게 던졌다. 칼 만하임의 이데올로기 의미 변화에 대한 역사적 재구성에 따르면, 이 단어의 현대적 의미는 나폴레옹이 그의 반대자를 "이데올로기"로 묘사하기 위해 이 단어를 사용했을 때 생겨났다고 한다. 트레이시의 주요 저서인 이데올로기의 요소는 곧 유럽의 주요 언어로 번역되었다.
트레이시 이후 세기에, 이데올로기라는 용어는 긍정적인 함축과 부정적인 함축 사이를 왔다 갔다 했다. 나폴레옹 이후의 정부가 반동적인 입장을 취했을 때, 이탈리아, 스페인, 그리고 러시아 사상가들에게 영향을 끼쳤는데, 그들은 자신들을 "자유주의자"라고 묘사하기 시작했고 그들은 1820년대 초에 스페인의 칼리스트 반군, 프랑스와 이태리의 카르보나리 사회를 포함한 혁명 활동을 재점화하려고 시도했다. 칼 마르크스는 나폴레옹의 부정적인 용어를 그의 글에서 사용했다.
이 용어는 그 이후 일부 경멸적인 독설을 떨쳐버렸고 사회 집단의 상이한 정치적 의견과 견해를 분석하는 데 있어서 중립적인 용어가 되었다. 마르크스가 계급 투쟁과 지배 안에 이 용어를 배치한 반면, 다른 이들은 이것이 제도적 기능과 사회 통합에 필요한 부분이라고 믿었다.

## 정의 및 분석
이념이라는 용어는 관념의 기원이 선천적인 것인가 후천적인 것인가를 중심적인 문제로 하는 학의 명칭으로서, 이 용법은 데스튀트 드 트라시(Destutt de Tracy)의 "이데올로기 원론"(1804년~1815년）에 처음으로 보인다.

### 정의
이념에는 정치, 사회, 인식론, 윤리를 포함한 다양한 분야들이 있다.
최근의 분석은 이념이 사실에 기반을 둘 수도 있고 가지지 않을 수도 있는 현실에 대한 몇 가지 기본적인 가정에 의존하는 '일관된 생각의 체계'라고 가정하는 경향이 있다. 이 시스템을 통해, 사람들이 만드는 지속적인 선택을 반복하며 아이디어는 일관성을 지닌다. 이들 사상은 더 깊이 생각할 수 있는 씨앗이 된다. 이념에 대한 믿음은 수동적인 수용에서부터 열렬한 지지까지 다양할 수 있다. 가장 최근의 분석에 따르면 이념이 반드시 옳지도 않고 그르지도 않다고 한다.
이데올로기의 개념 자체에 대한 연구는 이데올로기와 사회 시스템 사이의 관계를 탐구하려는 조지 월포드(George Walford)와 해럴드 월스비(Harold Walsby)의 작품에서 체계적 이데올로기라는 이름으로 수행되었다.
데이비드 W. 미나는 이념이라는 단어가 사용된 6가지 방법을 설명한다.
1. 특정 종류의 콘텐츠를 가진 특정 아이디어의 모음으로서, 일반적으로 규범적이다.
2. 아이디어가 한 세트 내에서 가지는 형태 또는 내부 논리적 구조.
3. 인간-사회 상호작용에서 수행하는 역할사상
4. 조직 구조에서 수행하는 역할사상
5. 누구의 목적이 설득인가의 의미
6. 사회적 상호작용의 중심지

테리 이글턴은 다음과 같은 이념의 일부 정의를 대략적으로 설명한다.
1. 사회생활에서 의미, 기호, 가치의 생산과정
2. 특정 사회 집단 또는 계층의 특징인 아이디어 집단
3. 지배적 정치세력을 정당화하는 데 도움이 되는 아이디어
4. 지배적 정치세력을 정당화하는 데 도움이 되는 그릇된 생각
5. 조직적으로 왜곡된 통신
6. 주제에 대한 포지션을 제공하는 아이디어
7. 사회적 관심사에 의해 동기 부여된 사고의 형태
8. 정체성 사고
9. 담론과 권력의 결합
10. 사회 행위자들이 그들의 세계를 이해하는 매체
11. 행동 지향적 신념의 집합
12. 개인이 사회 구조와의 관계를 지속하는 데 없어서는 안 될 매개체
13. 사회생활을 자연현실로 바꾸는 과정

독일 철학자 크리스티안 던커는 "이데올로기 개념의 비판적 반영"을 요구했다. 그의 작품에서, 그는 이데올로기를 명백하거나 암묵적으로 주장하는 발표 체계로 정의하면서, 인식론과 역사의 밀접하게 연결된 관심사뿐만 아니라 이데올로기 개념을 전면에 내세우려고 노력했다.

### 마르크스주의의 이념분석
마르크스주의에서의 이념이란 관념 그 자체가 아니라 생산양식 등의 사회의 하부구조와의 관계성에 있어서 파악되는 상부구조로서의 관념을 의미한다. 지배계층이 자기평가의 수단으로 의도적으로 공포한 거짓체계로 본다는 것이다.
사회의 마르크스주의 기반과 상부구조 모델에서, 기반은 생산과 생산 방식의 관계를 나타내며, 상부구조는 지배적인 이데올로기 (즉, 종교, 법률, 정치 시스템)을 나타낸다. 생산의 경제적 기반이 한 사회의 정치적 상부구조를 결정한다. 지배 계급의 흥미는 상부 구조와 정당화 이데올로기의 성격을 결정하는데, 이는 지배 계급이 생산 수단을 통제하기 때문에 실현 가능한 행동이다. 예를 들어, 봉건적 생산 방식에서는 종교적 이데올로기가 상부 구조의 가장 두드러진 면인 반면, 자본주의 형태에서는 자유주의와 사회 민주주의 같은 이데올로기가 지배한다.
안토니오 그람시는 문화적 패권을 이용해 왜 서민들이 그들의 최고 이익이 무엇인지에 대한 잘못된 이데올로기적 개념을 갖고 있는지를 설명한다. 마르크스는 "자재의 생산수단을 자유자재로 가진 계층은 동시에 정신적 생산수단에 대한 통제권을 가지고 있다"고 주장했다. 마르크스는 최초로 헤겔과 그 후계자들에 있어서 보이는 관념의 형태들에 관하여 사회의 기초로부터 발생하면서도 흡사 보편적인 정당성을 가지는 듯 행동한다고 비판하면서 이념의 계급성에 관하여 논하였다.
마르크스와 엥겔스의 공저 "독일 이데올로기"(1845년)에서 처음으로 "이데올로기"라는 용어가 등장하여 계급사회에 있어서 이념의 당파성이 분석되었다. 즉 계급사회에서는 특정의 계급이 이익을 얻기 위해 특정 이념이 우세하게 되어 상부구조와 하부구조의 상호작용이 발생하여 필연적으로 스스로를 정당화하는 것이다. 마르크스는 이념의 이러한 성질을 허위의식으로서의 이념이라 부르고 계급적인 이해에 기하여 지배체제를 강화하는 것이라고 생각하였다. 이 분석에 따르면 계급제도는 반드시 이념을 수반하는 것이기 때문에 이념을 비판하는 것은 계급투쟁 중에 가장 중요한 활동이다.
마르크스주의자들의 "사회복제의 도구로서의 이데올로기"는 칼 만하임, 다니엘 벨, 위르겐 하버마스 외 연구진에게 개념적으로 중요하다. 게다가, 만하임은 사회학자 피에르 부르디외에 의해 개발된 생각인 사회 생활에서 모든 이데올로기가 비롯되었다는것을 인정하면서, "완전한" 그러나 "특별한" 마르크스주의 개념에서 "일반"과 "전체" 이데올로기 개념으로 발전하고 진보시켰다. 슬라보예 지젝과 초기 프랑크푸르트 학파는 이데올로기의 "일반론"에 의식적인 생각뿐 아니라 무의식적인 생각들도 포함되어 있다는 정신분석적 통찰을 더했다.

### 이데올로기 국가 기구
프랑스의 마르크스주의 철학자 루이 알튀세르는 이념은 "실존의 조건과 관련된 사물의 상상된 존재"라고 했다.
예를 들어, 현행 법제도의 이론적 토대인 "모든 사람은 법 앞에 평등하다"는 진술은 모든 사람이 동등한 가치를 갖거나 동등한 기회를 가질 수 있음을 시사한다. 이것은 사실이 아니다. 사유 재산과 생산 수단에 대한 권력이 일부 사람들을 다른 사람들보다 더 많은 것을 소유할 수 있게 하기 때문이다. 이러한 권력 격차는 모든 사람들이 실질적인 가치와 미래의 기회를 동등하게 공유한다는 주장과 배치된다. 예를 들어, 부자들은 사실상 특권을 받는다고 말할 수 있게끔 더 나은 법적 대리인을 선임할 수 있다.
알튀세르는 또한 그의 이데올로기 이론을 설명하기 위해 이데올로기 국가 기구 개념을 제안했다. 그의 첫 번째 논지는 "이데올로기는 역사가 없다"였다. 개인 이데올로기는 사회의 일반적인 계급 투쟁과 상호 연계된 역사를 가지고 있지만, 이데올로기의 일반적인 형태는 역사 외부에 있다.
알튀세르에게 신념과 생각은 사회적 관행의 산물이지, 그 반대가 아니다. "이데올로기는 물질적"이라는 그의 논지는 파스칼이 불신하는 이들을 향해 한 "충고(무릎 꿇고 기도하면, 여러분은 믿을 것입니다)"로 잘 드러난다.  그에게 궁극적으로 이데올로기적인 것은 인간 개개인의 의식적인 "마음"에 담긴 주관적인 믿음이 아니라, 이러한 믿음을 만들어내는 담화, 의식적인 검토와 훨씬 더 비판적인 사고에 의존하지 않고 개인이 참여하는 물질적인 제도 및 의식이다.

### 이념과 상품
프랑스 마르크스주의 이론가 가이 드보드는 '상황주의 인터내셔널'의 창립 멤버로, 상품이 사회의 "필수 카테고리"가 되면, 상품화 과정이 완전히 완성되었을 때, 상품화에 의해 전파되는 사회의 이미지가 (교환가치의 관점에서만 거래할 수 있는 상품으로서 그 가치를 도출하는 개념과 물체에 의해 구성된 모든 삶을 묘사하며) 모든 삶을 식민지화하고 사회를 단순한 대표격인 구경거리 사회로 축소시킨다.

### 이념과 합리
독일의 문화사학자 실비오 베타는 고대부터 서양의 이성이 발전하고 확대되는 것을 종종 "정당한 전쟁", "진정한 종교", 인종차별, 민족주의 또는 미래사를 공산주의에서 일종의 '지상 위의 하늘'로 보는 시각을 수반하며 형성된다고 묘사했다. 그는 패권주의적 정치적 행동을 이상주의적인 베니어로서 그들의 지도자들에게 더 높은 지위를 부여하고 거의 신과 같은 힘을 가진 "정치 종교" (Eric Voegelin)에서 그들이 수백만 사람들의 삶과 죽음에 대한 주인이 됨으로써 이러한 생각들이 이념이 되었다고 말했다.

### 대리인 통합
미국의 철학자 에릭 호퍼는 특정 이념을 따르는 사람들을 통합하는 몇 가지 요소들을 찾아냈다.
1. 증오: 대규모의 움직임은 신 없이도 일어나고 퍼질 수 있지만 악마에 대한 믿음 없이는 결코 되지 않는다. "이상적인 악마"는 외국인이다.
2. 모방: 우리가 스스로에게서 만족감을 덜 얻을수록, 다른 사람처럼 되고자 하는 우리의 욕망은 커진다. 우리가 우리의 판단과 행운을 믿지 않을수록, 우리는 다른 사람들을 본받을 준비가 더 많이 되어 있다.
3. 설득: 선전가들의 개종 열성은 "우리가 이미 가지고 있는 것을 주고자 하는 욕망 이상으로는 아직 발견되지 않은 것을 열정적으로 찾는 것"에서 비롯된다.
4. 강요: 호퍼는 폭력과 광신주의는 상호의존적이라고 주장한다. 이슬람이나 공산주의 신앙으로 강제로 개종한 사람들은 강요한 사람들만큼 광신적이게 된다. "우리의 비겁함을 합리화하려면 광신적인 믿음이 필요하다."
5. 리더십: 지도자가 없으면 움직임이 없다. 종종 리더는 날개가 익을 때까지 오랫동안 기다려야 한다. 그는 숨막히는 미래에 대한 자신의 비전을 정당화하기 위해 현재의 희생을 요구한다. 필요한 기술에는 대담성, 뻔뻔함, 강철 같은 의지, 광적인 확신, 열정적인 증오, 교활함, 상징에 대한 기쁨, 대중의 맹신을 고취하는 능력, 그리고 유능한 부하 그룹이 포함된다.
6. 행동: 위대한 프로젝트, 행진, 탐험 및 산업을 통해 대중이 계속 점령되면 독창적인 생각이 억압되고 통합이 장려된다
7. 의혹: "탐구와 첩보, 긴장감 있는 감시, 감시당하는 것에 대한 긴장감이 있다." 이 병적인 불신은 의심의 여지없이 사라지며, 반대하지 않고 순응을 장려한다.

### 로널드 잉글하트
미시간 대학의 로널드 잉글하트(Ronald Inglehart)는 1980년부터 세계 인구의 90%를 대표하는 100개국의 사회적 태도를 지도화한 세계 가치 조사(World Values Survey)의 저자이다. 결과는 사람들이 사는 곳이 그들의 이데올로기적 신념과 밀접한 관련이 있다는 것을 보여준다. 아프리카, 남아시아, 중동의 많은 지역에서 사람들은 전통적인 믿음을 선호하고 자유주의적 가치에 덜 관대하다. 개신교 유럽은 세속적인 믿음과 자유주의적 가치에 더 집착한다. 고소득 국가 중 유일하게 미국은 전통적인 믿음, 즉 기독교를 고수하는 데 있어서 예외적이다.

### 현대의 이념분석
그러나 냉전의 종결 후 이념의 종언이 더욱 강하게 주장되고 있다. 사회민주주의적인 중도좌파, 복지정당이 세계의 대세를 점하여 이전의 이념을 내세움 없이 직업적, 전문적인 정치가, 관료에 의하여 순수하게 생활향상이 목표로 되는 것이 현대의 대세라는 분석이다. 사회과학적 입장으로는, 상부구조를 단순히 하부구조의 반영이나 영상으로 보는 전래의 기계론적 관점은 널리 배격되고 있다. 특히, 국가와 언어에 관한 기계론적 결정론은 타당하지 못한 것으로 인정되며, 기계론적 - 환원론적 입장에서 상부구조의 문제들을 보기보다 상부구조의 상대적 자율성을 인정하는 차원에서 상부구조 내의 특유한 재생산과정을 치밀하게 분석하려는 전략이 지배적이다.

## 정치적 이념
사회학에서, 정치적 이념은 사회가 어떻게 운영되어야 하는지를 설명하는 이상, 원칙, 교리, 신화 또는 사회 운동, 기관, 계급, 또는 대규모 집단의 특정한 윤리적 집합이며, 특정 사회 질서에 대한 약간의 정치적, 문화적 청사진을 제공한다. 정치적 이념은 사회의 다른 측면과 관련이 있다. 예를 들자면 경제, 교육, 의료, 노동법, 형법, 사법 제도, 사회 보장과 복지 제공, 무역, 환경, 미성년자, 이민, 인종, 군대 사용, 애국심, 기성 종교 등이 있다.
정치적 이념에는 두 가지 차원이 존재한다.
1. 목표: 사회가 어떻게 운영되어야 하는가.
2. 방법: 이상적인 협의를 달성하기 위한 가장 적절한 방법은 무엇인가.

정치적 이념 분류를 위한 많은 방법들이 제안되고 있으며, 각각의 다른 방법들은 특정한 정치적 스펙트럼을 생성한다. 또한 이념은 스펙트럼에 대한 그들의 위치(예: 왼쪽, 중앙 또는 오른쪽)를 기준으로 자신을 식별하지만, 정확성은 종종 논란이 될 수 있다. 마지막으로, 이념은 정치적 전략(예: 포퓰리즘)과 정당을 중심으로 형성될 수 있는 단일 이슈(예: 마리화나의 합법화)와 구분할 수 있다. 철학자 마이클 오크숏은 그러한 이념을 "전통에 포함된 합리적인 진리의 추정된 하위 계층의 정형화된 요약"이라고 정의한다. 게다가, 찰스 블라트버그는 정치적 이념과 정치 철학을 구분하는 설명을 제공한다.
정치적 이념은 권력을 어떻게 배분할 것인가 그리고 권력을 어떻게 사용할 것인가와 크게 관련이 있다. 어떤 정당들은 특정 이념을 매우 가깝게 따르는 반면, 다른 정당들은 그들 중 한 명도 구체적으로 수용하지 않고 관련 이데올로기 집단으로부터 폭넓은 영감을 얻을 수 있다. 각각의 정치 이념은 최상의 정부 형태(예: 민주주의, 신정주의, 칼리프타이트 등)와 최상의 경제 체제(예: 자본주의, 사회주의 등)에 대한 특정한 생각을 포함한다. 때때로 같은 단어가 이념과 그 주요 사상 중 하나를 식별하는 데 사용된다. 예를 들어, 사회주의는 경제 체제를 나타낼 수도 있고, 그 경제 체제를 뒷받침하는 이념을 나타낼 수도 있다.
1991년 이후, 많은 논평가들은 우리가 구제적이고 모든 것을 아우르는 이데올로기가 실패한 후기 이데올로기 시대에 살고 있다고 주장한다. 이와는 대조적으로 니엔휴저는 연구를 지속적인 "이데올로기 창출"로 보고 있다.
슬라보예 지젝은 포스트 이데올로기의 개념이 어떻게 가장 깊고 맹목적인 형태의 이데올로기를 가능하게 할 수 있는지를 지적했다. 일종의 잘못된 의식 또는 잘못된 냉소주의로서, 진정으로 그런 것 없이 객관적이고 중립적인 냉소를 가장하며 자신의 관점을 존중하기 위한 목적으로 관여한다. 이러한 실수는 이데올로기를 피하는 데 도움이 되기 보다는 기존에 존재하는 이데올로기에 대한 헌신만 심화시킬 뿐이다. 지젝은 이것을 "포스트 모더니스트의 함정"이라고 부른다. 피터 슬로터다이크는 이미 1988년에 같은 아이디어를 발전시켰다.
정치이념은 어느 정도 유전적으로 계승된다는 연구결과가 나왔다.

## 이념과 사회과학

### 심리 연구
심리학의 많은 연구가 이념의 원인, 결과, 내용과 관련이 있다. 시스템 정당화 이론에 따르면, 이념은 정치적 신념이 항상 독립적이고 편견이 없는 사고를 반영한다는 견해와 달리 동기 부여 과정을 반영한다. 조스트, 레더우드 및 하딘(2008)은 이념이 세상을 이해하고, 실존적 위협을 피하고, 가치 있는 대인 관계를 유지하기 위한 인간의 기본적인 동기 때문에 확산되는 사전 패키지화된 해석의 단위로 기능할 수 있다고 제안한다. 저자들은 그러한 동기가 시스템 정당화 세계관의 채택으로 불균형적으로 이어질 수 있다고 결론짓는다. 심리학자들은 일반적으로 성격 특성, 개인 차이 변수, 요구, 그리고 이념적 신념이 공통적인 것으로 보인다는 것에 동의한다.

### 기호론
기호학자 밥 하지에 따르면:
이념은 복합적인 의미 집합을 사회적 대리인 및 이를 생산한 프로세스와 통합하는 단일 개체를 식별한다. '이념'만큼 이 사물을 포착하는 용어는 없다. 푸코의 '이피스트미'는 너무 좁고 추상적이며, 충분히 사회적이지 않다. 그의 '담화'는 이념의 일부 지형을 더 적은 짐으로 덮기 때문에 인기가 높으며, 언어 체계에 너무 국한되어 있다. '월드뷰'는 형이상학적이고, '선전'은 너무 많다. 모순에도 불구하고 또는 모순 때문에, '이념'은 여전히 사회적, 정치적 삶에 초점을 맞춘 기호학에서 중요한 역할을 한다.
마이클 프리든과 같은 작가들도 최근 의미 분석을 이데올로기 연구에 포함시켰다.

### 사회학
사회학자들은 이데올로기를 "불평등의 패턴을 포함한 특정한 사회적 배치를 정당화하는 문화적 신념"으로 정의한다. 지배적인 집단은 비지배적인 집단에 대한 그들의 집단의 사회적 힘을 유지하는 불평등 제도를 정당화하기 위해 이러한 문화적 믿음과 관행을 사용한다. 이념은 사회적 관계를 계층 구조로 조직하기 위해 사회의 상징 시스템을 사용하며, 일부 사회적 정체성은 열등하다고 여겨지는 다른 사회적 정체성보다 우월하다. 한 사회의 지배적인 이데올로기는 언론, 가족, 교육, 종교와 같은 주요 사회 기관을 통해 전달된다. 사회가 역사를 통해 변화함에 따라 불평등 제도를 정당화하는 이념도 변화했다.
이념의 사회학적 예로는 인종 차별, 성 차별, 이성애, 능력주의, 민족중심주의가 있다.

## 같이 보기
- 자본주의
- 교조주의
- 여성주의
- 패권
- 주의 (사상)
- 고귀한 거짓말
- 사회 평론
- 세계 가치관 조사
- 루이 알튀세르
- 기 드보르
- 테리 이글턴
- 자크 엘륄
- 루카치 죄르지
- 카를 만하임
- 스티븐 핑커

## 참고 자료
- Marx, Karl. [1845–46] 1932. The German Ideology.